# Nikortsminda
Nikortsminda (en georgiano: ნიკორწმინდა) es un pueblo de Georgia ubicado en el sur de la región de Racha-Lechjumi y Baja Esvanetia, siendo parte del municipio de Ambrolauri. Nikortsminda es el centro de la eparquía homónima. 

## Geografía
Nikortsminda está al norte del embalse de Shaori, a 16 kilómetros de Ambrolauri. Nikortsminda es parte de la región histórica de Racha. 

## Historia
El pueblo debe su nombre a la iglesia de San Nicolás construida aquí en el siglo XI. En la Edad Media, Nikortsminda fue el centro de la eparquía de Nikortsminda. El rey Teimuraz I se refugió en el este de Georgia durante la agresión iraní en el siglo XVII.  

## Demografía
La evolución demográfica de Nikortsminda entre 2002 y 2014 fue la siguiente:
| 726                                             | 498 |
| (Fuente: Population of Georgia in Soviet times) |     |

Según los datos del censo de 2014, los georgianos suponen el 99,6% de la población local.

## Infraestructura

### Arquitectura, monumentos y lugares de interés
El pueblo debe su nombre a la iglesia de San Nicolás construida aquí en el siglo XI. 

### Educación
En Nikortsminda hay una escuela pública en el pueblo.